# George Byrd
George Byrd (Washington, 29 ottobre 1975) è un ex cestista statunitense, professionista in Europa e in Sudamerica.

## Carriera
George Byrd è un centro e giocava nelle serie professionistiche brasiliane. Oltre al campionato brasiliano ha giocato in Islanda, Finlandia, Venezuela e Svizzera.
Ha avuto anche una carriera nello slamball come stopper.